# Havbro Sogn
Havbro Sogn er et sogn i Vesthimmerlands Provsti (Viborg Stift). 
I 1800-tallet var Havbro Sogn anneks til Aars Sogn. Begge sogne hørte til Års Herred i Aalborg Amt. Aars-Havbro sognekommune blev senere delt i to selvstændige sognekommuner. Ved kommunalreformen i 1970 indgik både Aars og Havbro i Aars Kommune, der ved strukturreformen i 2007 blev indlemmet i Vesthimmerlands Kommune.
I Havbro Sogn findes Havbro Kirke.
I sognet findes følgende autoriserede stednavne:
- Annekshuse (bebyggelse)
- Bakkehuse (bebyggelse)
- Bandsholm (bebyggelse, ejerlav)
- Frøsang (bebyggelse)
- Havbro (bebyggelse, ejerlav)
- Hedehuse (bebyggelse)
- Jelstrup (bebyggelse, ejerlav)
- Kærgård (bebyggelse)
- Lyngborg (bebyggelse)
- Mølgårdsmark (bebyggelse)
- Nørre Havbro (bebyggelse, ejerlav)
- Skarmose Gårde (bebyggelse)
- Torsholm (bebyggelse)